# بیوراکن
بیوراکن (به ارمنی: Բյուրակն) یک روستا در ارمنستان است که در استان شیراک واقع شده‌است. بیوراکن در ۱۶ کیلومتری شمال غرب گیومری، مرکز استان شیراک واقع شده‌است.

## خصوصیات
بیوراکن ۹۲۶ نفر جمعیت دارد و در ۱۷۳۰ ارتفاع متر بالاتر از سطح دریا قرار گرفته‌است.